# Толкін Володимир Миколайович
Володи́мир Микола́йович Толкін (1985—2014) — старший солдат Збройних сил України, учасник російсько-української війни.

## Життєпис
Народився 1985 року в місті Дніпропетровськ. Закінчив дніпропетровську ЗОШ.
Мобілізований навесні 2014 року. Гранатометник, 93-тя окрема механізована бригада.
Загинув 1 серпня 2014 року під час виконання завдання в зоні проведення бойових дій. Військовики дістали наказ із боєм пробити блоки сепаратистів у місті Авдіївка неподалік Донецька. Вояки розмістилися у штабі, за кілька годин бойовики дізналися про їхнє місце розташування й атакували із застосуванням мінометів і стрілецької зброї. Один з перших снарядів вибухнув просто під ногами Володимира.
Вдома залишилися батьки, дружина та донька 2011 р.н.
Похований на Лівобережному кладовищі в Дніпропетровську.

## Нагороди та вшанування
- 14 листопада 2014 року за особисту мужність і героїзм, виявлені у захисті державного суверенітету та територіальної цілісності України, вірність військовій присязі під час російсько-української війни, відзначений — нагороджений орденом «За мужність» III ступеня (посмертно)
- його портрет розміщений на меморіалі «Стіна пам'яті полеглих за Україну» в Києві: секція 2, ряд 3, місце 21
- вшановується на щоденному ранковому церемоніалі вшанування пам'яті військовослужбовців.